# Psammitis bonneti
Psammitis bonneti is een spinnensoort uit de familie van de krabspinnen (Thomisidae).
De wetenschappelijke naam van de soort werd in 1938 als Xysticus bonneti gepubliceerd door Jacques Denis.